# P/2000 R2 (LINEAR)
P/2000 R2 (LINEAR) — одна з короткоперіодичних комет сім'ї Юпітера. Ця комета була відкрита 3 вересня 2000 року; вона мала 18.7m на час відкриття.